# 斯巴达克斯 (电视连续剧)
《斯巴达克斯》是一部美国Starz电视台播出的历史剧集电视连续剧，于2010年1月22日首播。剧情围绕着历史人物色雷斯角斗士斯巴達克斯领导奴隶起义对抗罗马共和国的故事而展开。执行制片人史蒂芬·S·迪奈特和罗伯特·塔珀特侧重于塑造斯巴達克斯早期不太被历史重视的事件。剧中不少格斗场面因为力求逼真而颇为血腥，亦不时穿插一些点到为止的性爱与粗话。
原本Starz在第一季《斯巴达克斯：血与沙》（Spartacus: Blood and Sand）结束后就預訂了第二季，但因為主演安迪·怀特菲尔德診獲淋巴癌而被逼推遲製作，因此官方改為推出六集的前傳故事，稱為《浴血戰士：競技場之神》（Sparatcus: Gods of the Arena）。懷特菲爾德病癒後第二季的前期製作立即開始，不過不久之後他的癌症又復發，令官方和懷特菲爾德一致決定以利亞姆·麥肯泰（Liam McIntyre）取代他成為新的主演。2011年9月11日懷特菲爾德病情恶化不幸病逝，利亞姆·麥肯泰彻底接下角色开始了第二季的製作，稱為《斯巴达克斯：复仇》（Spartacus: Vengeance），在2012年1月27日首播。第三季（最終季）稱為《斯巴达克斯：诅咒之战》（War of the Damned），在2013年1月25日首播。

## 劇情

### 竞技场之神
主要故事是敘述斯巴達克斯到來之前，Batiatus家族在角鬥場上面臨著殘酷競爭。本劇開始時，Quintus Batiatus的父親Titus正向西西里方向旅行，Quintus臨時代管家裡的「角鬥士主人」一職。野心勃勃的Quintus不滿足於一時、一日的勝利，他想要統治整個角鬥場。他對政治、權力及名譽充滿了嚮往，一心要成為卡普阿最受尊敬的人物。但是對當時的Batiatus家族而言，他們還沒有資格派人參加最高級別的角鬥。為此，Quintus決定走上層路線，一面玩弄權術，一面結交卡普阿的社會名流。但是在當時的羅馬，政治是一件敏感而危險的東西，Quintus不得不處處留心。與此同時，漸露鋒芒的角鬥士Gannicus表現出盲目樂觀情緒，Quintus不得不親自教育他：給 Batiatus家族帶來至高無上的榮譽才是最重要的。

### 血与沙
在故事的开头，一位没有透露姓名的色雷斯人参加了由克劳迪斯·葛雷博将军领导的罗马帝国外国附庸军，一起参与进攻盖塔人（占领多瑙河下游地区的Dacian部落，位于现在的罗马尼亚和保加利亚）。公元前72－71年，罗马将军和马其顿省的总督Marcus Terentius Varro Lucullus，与盖塔人为敌。盖塔人和罗马帝国的敌人米特里达梯六世是盟友。盖塔人频频袭击色雷斯人的土地，所以色雷斯人被葛雷博说服，参加了罗马帝国的外国附庸军。葛雷博被妻子Ilithyia说服，决定放弃攻击盖塔人，直接对抗在小亚细亚的米特里达梯，以建立更大的功业。色雷斯人感觉罗马人背叛了他，领导了反对葛雷博的叛变，并返回他的村庄，但是他的村庄已经被毁。色雷斯人和他的妻子苏拉第二天被葛雷博抓获。色雷斯人因为自己的罪行被判决死在角斗场上，而苏拉变作奴隶被带走。色雷斯人被运到意大利的卡普阿，一个角斗士训练中心。在竞技场上，色雷斯人不顾一切杀死了四个被委派来处决他的角斗士，在人群中一炮而红。参议员Albinius免除了他的死刑，将他贬为奴隶。没人知道这位囚犯的真实姓名，兰图拉斯·巴蒂塔斯，一位卡普阿决斗时训练场的主人，建议以他命名为“斯巴達克斯”，因为曾经有个色雷斯国王也叫这个名字，而囚犯在竞技场上和这位国王一样凶猛。
巴蒂塔斯注意到以及色雷斯人的天赋和群众中的欢迎程度，将他买下，让奥纳梅斯训练他。奥纳梅斯也是一个奴隶，之前是一位角斗士。他成为了瓦罗的朋友。这位罗马人卖身为奴隶来养活他的家人并还清他的债务。他被更高级的角斗士骚扰，特别是不败的高卢人克雷斯和迦太基人巴卡。斯巴達克斯很快了解到苏拉被卖给一个叙利亚的奴隶贩子。巴蒂塔斯从训练的第一天就一直无法控制斯巴達克斯，于是他承诺找到苏拉，让他们团聚。作为回报，斯巴達克斯必须和其他有前途的新手在竞技场上合作。
经过许多近乎致命的考验和更多的培训，斯巴達克斯成为了一个活着的传奇，成为了“卡普阿的冠军”。巴蒂塔斯买下了苏拉，但她因为路上被土匪袭击，身受致命重伤。事实上，巴蒂塔斯暗中命令手下谋杀苏拉，这样斯巴達克斯就可以永远保持忠诚，专注于竞技场。斯巴達克斯放弃了他色雷斯人的身份，忘记了他对自由的梦想，满足于作为冠军的生活。
在故事的转折点，斯巴達克斯和他在竞技场唯一的朋友瓦罗，进行一场表演赛，以庆祝卡普阿执政官儿子Numerius的成年仪式。Ilithyia痛恨斯巴達克斯，因为他的叛变让葛雷博难堪。她勾引了这位年轻人，并说服他给本场比赛的失败者处以死刑。斯巴達克斯和预期中的一样取得了胜利，当年轻人给出了向下的大拇指，巴蒂塔斯为了讨好年轻人有权的父亲，强迫斯巴達克斯遵守命令，杀死瓦罗。在自己受伤的疼痛以及被迫杀死自己的朋友的悲伤中，斯巴達克斯发烧了，在梦中他意识到苏拉的死是巴蒂塔斯一手安排。他意识到他要么反抗，要么死去，他决定领导一场叛变，杀死所有巴蒂塔斯家族的人。
为了复仇，斯巴達克斯征求克雷斯和其他角斗士的帮助，彻底打败巴蒂塔斯家族。巴蒂塔斯为卡普阿的精英们安排了一场在斯巴達克斯和克雷斯之间的生死之战。教练员（巴蒂塔斯曾提到过他的真实姓名，奥纳梅斯）正面对抗巴蒂塔斯，因为巴卡被杀，阿舒尔也与此有关。斯巴達克斯获得了米拉的支持，她将负责打开从训练场通往公馆的大门。克雷斯希望和妮维雅重新团聚，拒绝帮助斯巴達克斯，但是在他知道他被下毒来保证斯巴達克斯获胜之后，他在最后一刻决定加入斯巴达克斯的阵营。教练员一开始阻止斯巴達克斯杀死巴蒂塔斯。在随后的混乱中，角斗士杀死了守卫和一些客人，克雷斯也说服教练员加入斯巴達克斯。Illithyia逃跑了，她的守卫从外面封住了训练场的大门。教练员为了自己的承诺，试图杀死阿舒尔，但最终被阿舒尔躲开了。克雷斯悲伤地重创了巴蒂塔斯的妻子Lucretia，用剑刺入她的子宫，杀死了他们未出世的孩子。Aurelia在透露瓦罗是她的丈夫之后杀死了Numerius。斯巴達克斯终于在重伤的Lucretia面前杀死了巴蒂塔斯。在大屠杀后，斯巴達克斯发誓他要让整个罗马帝国为之颤抖。

## 演员与角色
- 斯巴達克斯（安迪·怀特菲尔德 饰）：一个色雷斯奴隶，后来成为了兰图拉斯·巴蒂塔斯的角斗士。
- 苏拉（艾琳·康明斯（英语：Erin Cummings） 饰）：斯巴達克斯心爱的妻子，被敌人奸污和杀害。
- 昆图斯·兰图拉斯·巴蒂塔斯（约翰·汉纳 饰）：一位角斗士训练师，斯巴達克斯的主人。
- Lucretia（露西·劳利斯 饰）：巴蒂塔斯的妻子。
- 克雷斯（马努·班尼特 饰）：一个高卢人，巴蒂塔斯最好的角斗士。喜欢妮维雅。
- 教练员 奥纳梅斯（彼得·门萨 饰）：巴蒂塔斯的角斗士训练员。
- 瓦罗（傑·寇特尼 饰）：一位卖身为角斗士的来养活家庭的罗马公民。
- 阿舒尔（尼克·E·塔拉貝 饰）：叙利亚角斗士，他的腿曾经在竞技场上被克雷斯创伤，现在是巴蒂塔斯的记账员和心腹。
- 巴卡（Antonio Te Maioha 饰）：巴蒂塔斯最成功的角斗士之一，他的保镖，昵称“迦太基的野兽”。
- 索罗尼斯（Craig Walsh Wrightson 饰）：巴蒂塔斯家族的竞争对手，也是角斗士训练师。
- 妮维雅（莱斯利-安·勃兰特 饰）：Lucretia的忠诚的私人奴隶。喜欢克雷斯。
- Ilithyia（Viva Bianca 饰）：参议员Albinius的女儿，葛雷博的妻子。
- 米拉（Katrina Law 饰）：一位女奴隶，受到被处死的威胁，被迫去勾引斯巴達克斯，最终爱上了他。
- 盖乌斯·克劳迪斯·葛雷博（克雷格·帕克 饰）：一位罗马军队的将军，让斯巴達克斯成为奴隶角斗士。